# Пономарёв, Николай Викторович
Николай Викторович Пономарёв (род. 25 апреля 1947, Соликамск, Пермская область) — русский художник, график и иллюстратор, краевед, поэт.
В 1970 году окончил Нижнетагильский государственный пединститут, художественно-графический факультет.
С 1968 года — участник городских, областных, зональных, республиканских и федеральных (с 1994 года) выставок. 1968, 1977, 1982 года — персональные выставки в Соликамском историко-краеведческом музее (ныне в филиале «Художественный музей» Соликамского краеведческого музея). В 1992 году — в городе Березники.

## Биография

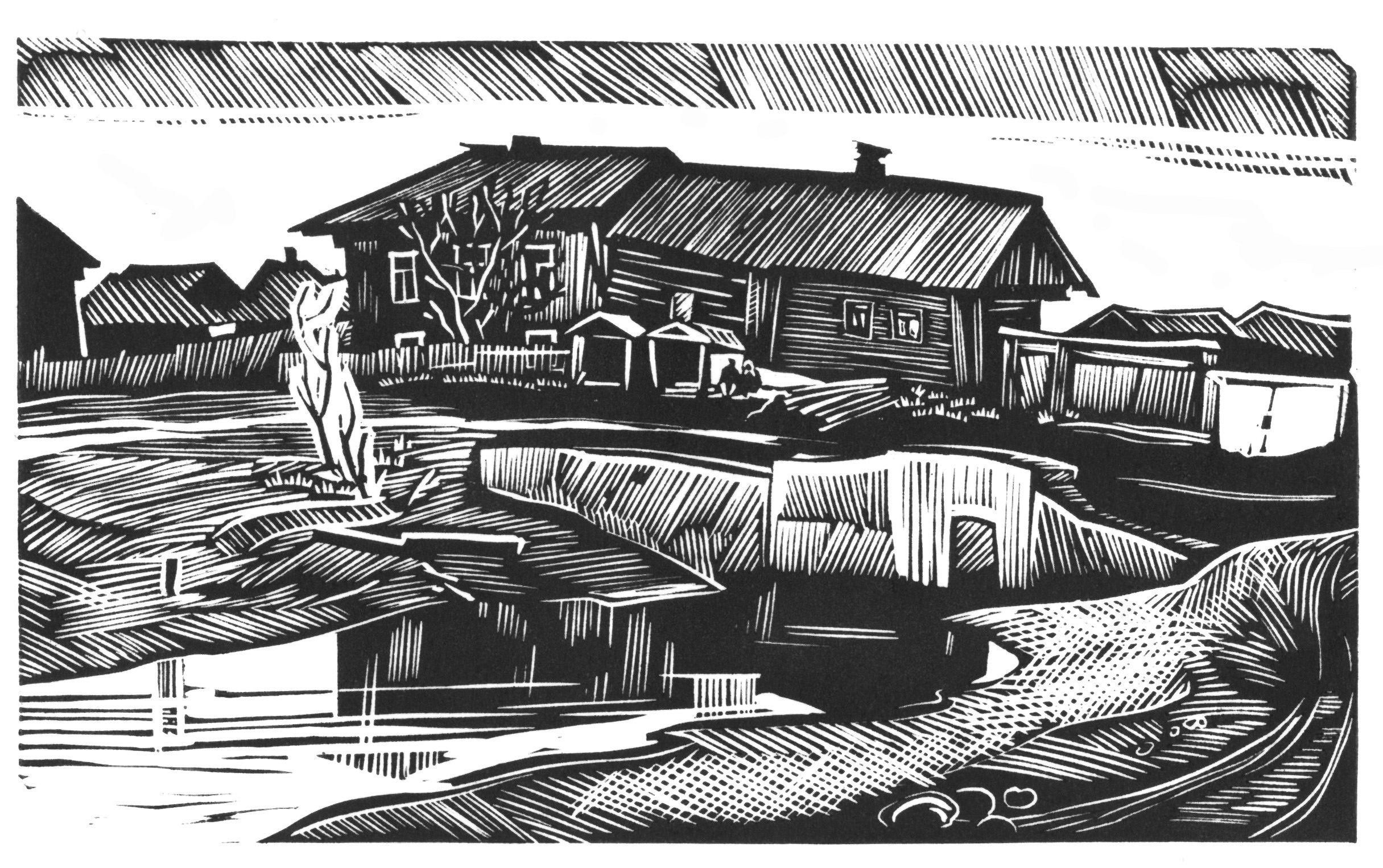
«Добрый родительский дом», гравюра

Истоки творчества Николая Викторовича Пономарёва — из детства: это двухэтажный дом на берегу речки Боровицы, где в рисовании и музыке мальчик подражал одной из своих сестёр. Художник вспоминает:
Дома к творчеству прикасался через выкройки маминого шитья, помогал переносить рисунки с шаблонов на одеяла, которые растягивались на больших жердях-пяльцах... Этот процесс сотворения сказочного, красивого, как и ткачество ярких половиков, которые ткала на большом ткацком станке моя бабушка Наталья Ивановна, запомнился на всю жизнь.
В Нижнетагильском педагогическом институте на художественно-графическом отделении с первых лет учёбы увлёкся графикой. Материал для дипломной работы был собран во время поездки в Ямало-Ненецкий национальный округ: пять листов линогравюр «Север» получили у дипломной комиссии оценку «отлично».
После службы в армии, уже с семьей, художник вернулся в Соликамск. Поступил на работу в педучилище, вёл изостудию. Работал конструктором, цеховым художником. К 30-летию победы по проекту Н. В. Пономарёва совместно с архитектором А. Н. Тимофеевой был реконструирован памятник погибшим от ран в Великой Отечественной войне в госпиталях Соликамска. Памятник был отлит на предприятиях в г. Соликамск и установлен рядом с братскими могилами. В 1985 году в честь 40-летия Победы у мемориала зажгли вечный огонь и установили танк Т-34 с надписью на башне «555» (в честь юбилея Соликамска в 1985 году). В дальнейшем по проекту Н. В. Пономарёва был установлен памятник ветеранам тыла вблизи вечного огня.
Для Музея соли России выполнил бюст первооткрывателя калийных солей Николая Павловича Рязанцева, а для Народного театра Соликамского целлюлозно-бумажного комбината оформил спектакль. Несколько лет трудился художником-экспозиционером в Соликамском краеведческом музее: оформлял выставки, каталоги, афиши, создавал значки, медали, сувениры. Избран председателем городского объединения художников. Преподавал в городском художественном колледже.
14 ноября 2006 года в Соликамске было создано краеведческое общество, и Н. В. Пономарёв вошёл в его состав.
Увлекается живописью, скульптурой, прикладным искусством, графикой и промграфикой, рисунком, фотографией, резьбой по дереву (природа, люди, древняя архитектура), краеведением и поэзией, оформляет тематические стенды и интерьеры (например, зал городского отдела Соликамского ЗАГСа и др.). Мастер черно-белого эстампа. Плавал по Волге, побывал в нескольких экспедициях, частично прошёл по Бабиновской дороге с целью ознакомиться с историческим объектом того времени, который вдохновил художника на создание памятника Артемию Бабинову. Работал над скульптурной композицией в честь Василия Тёркина для Смоленска, над проектами скульптуры Лизы Чайкиной и памятника воинам-афганцам.
Художник рассказывает:
Поездки по Пермскому краю помогли собрать достаточно материала для создания графической серии «Земля уральская», представленной промышленными пейзажами, архитектурными сюжетами, музейной тематикой, портретами, натюрмортами.
Работы неоднократно выставлялись в картинных галереях Москвы, Перми, Свердловска (Екатеринбурга), Березников, Нижнего Тагила, Уфы и других городов. Работал над серией гравюр «Архитектурные памятники Соликамска», «Земля Уральская», серией работ акварелью по башкирским наброскам и др. Работы приобретены Соликамским краеведческим музеем, Пермской художественной галереей, экспонировались в Музее соли России.

## Галерея

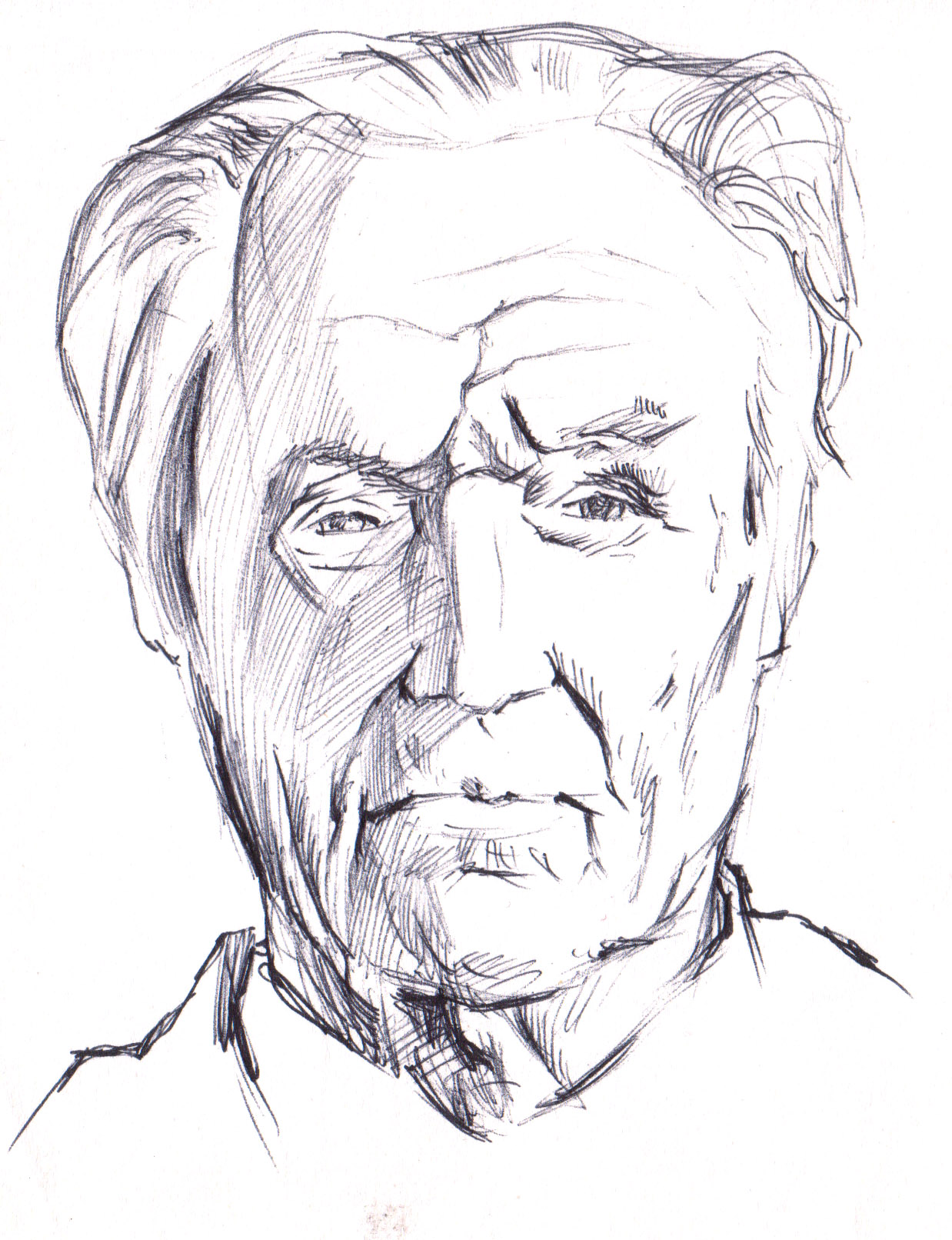
«Мастер Плешков Василий Фёдорович»
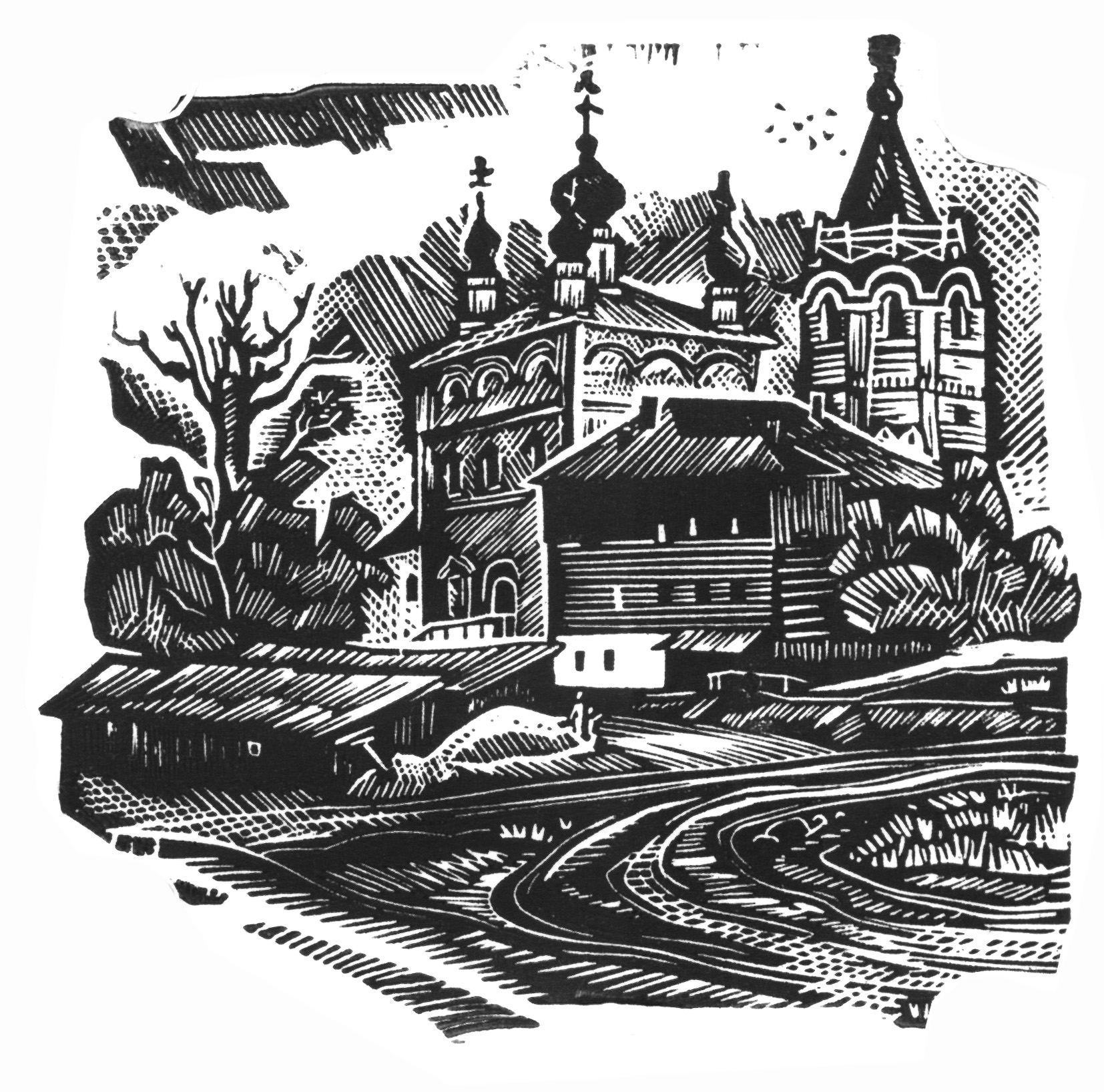
«Дворик»
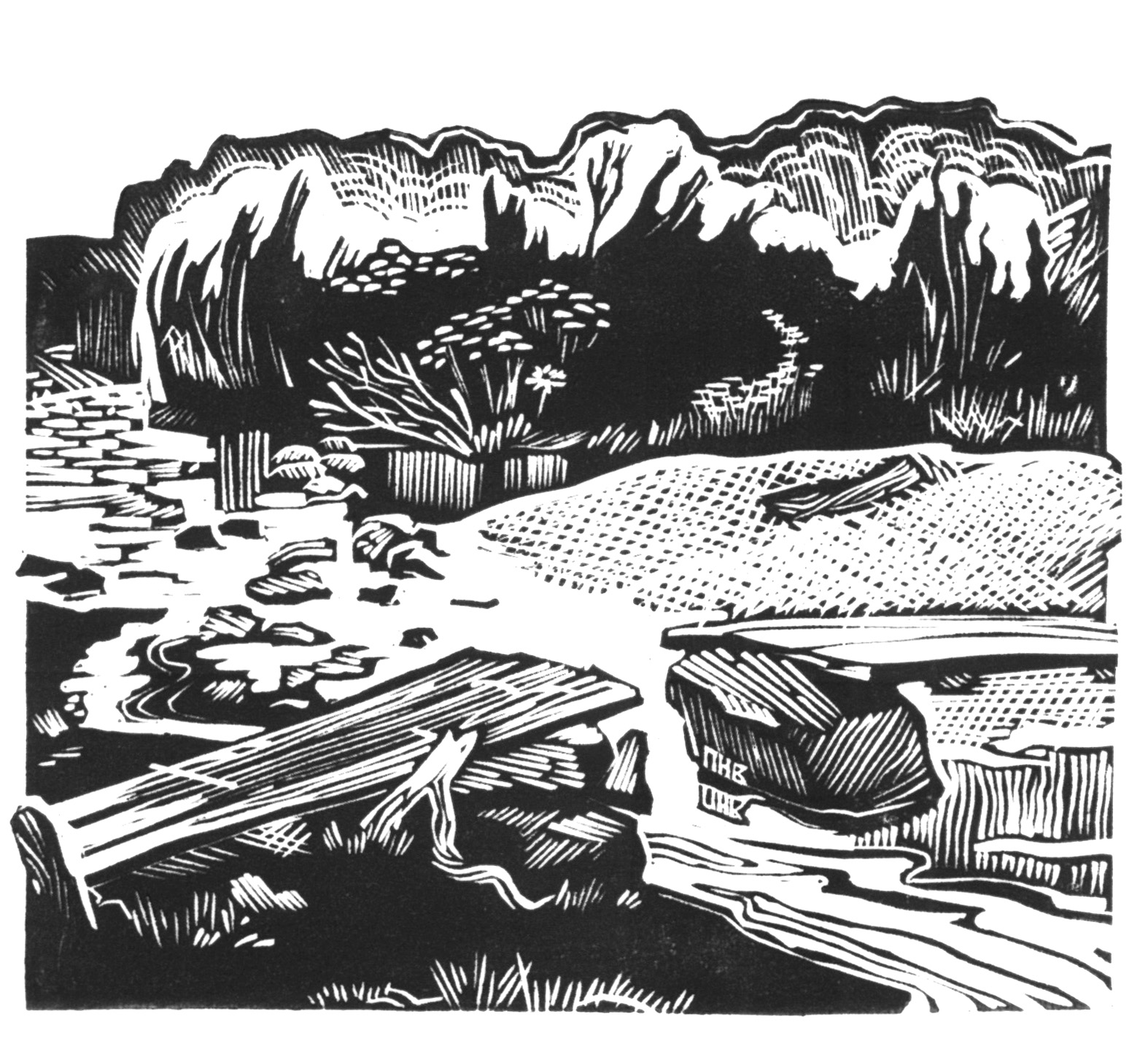
«Мостик»
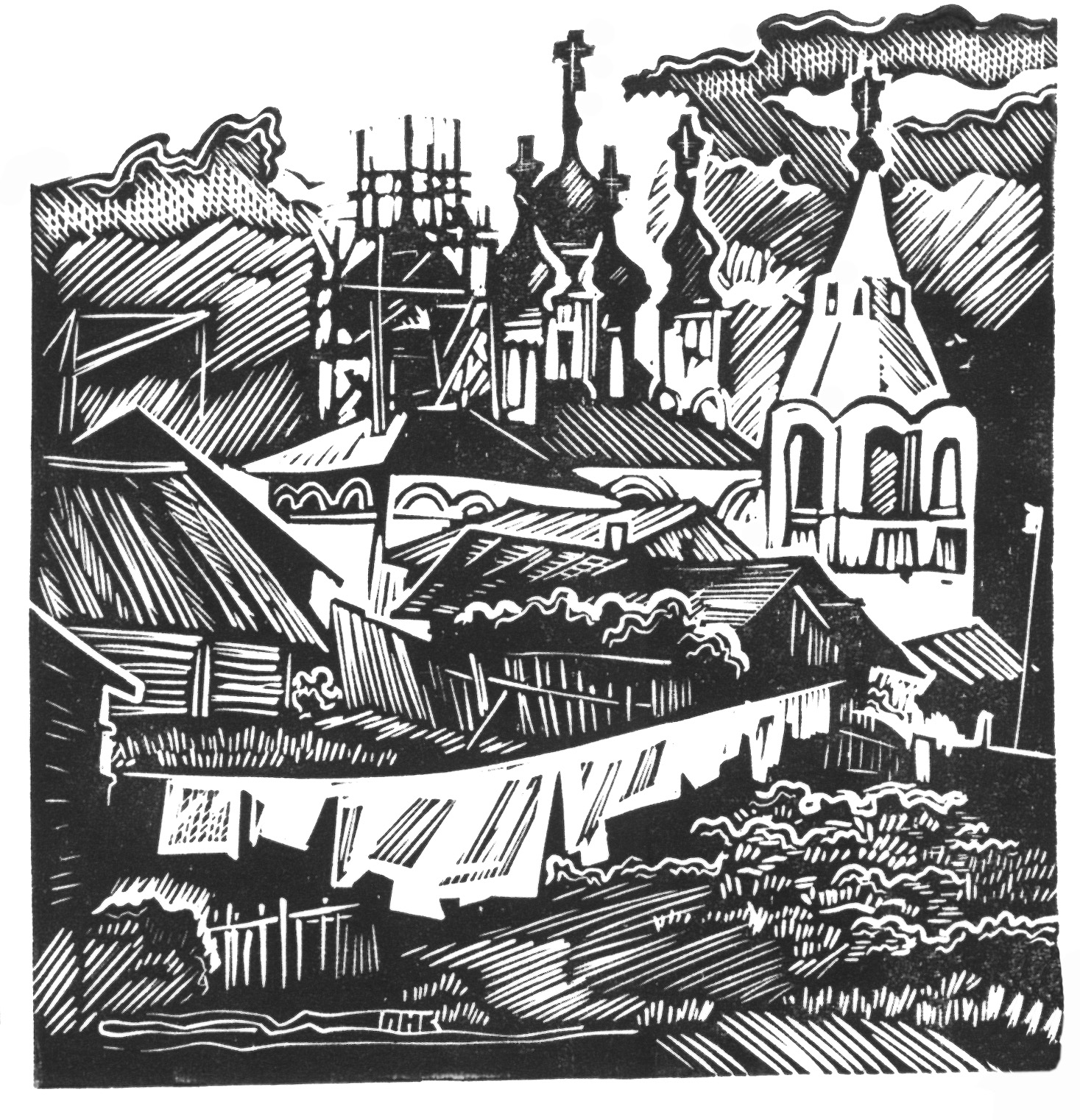
«Утро. Соликамск»
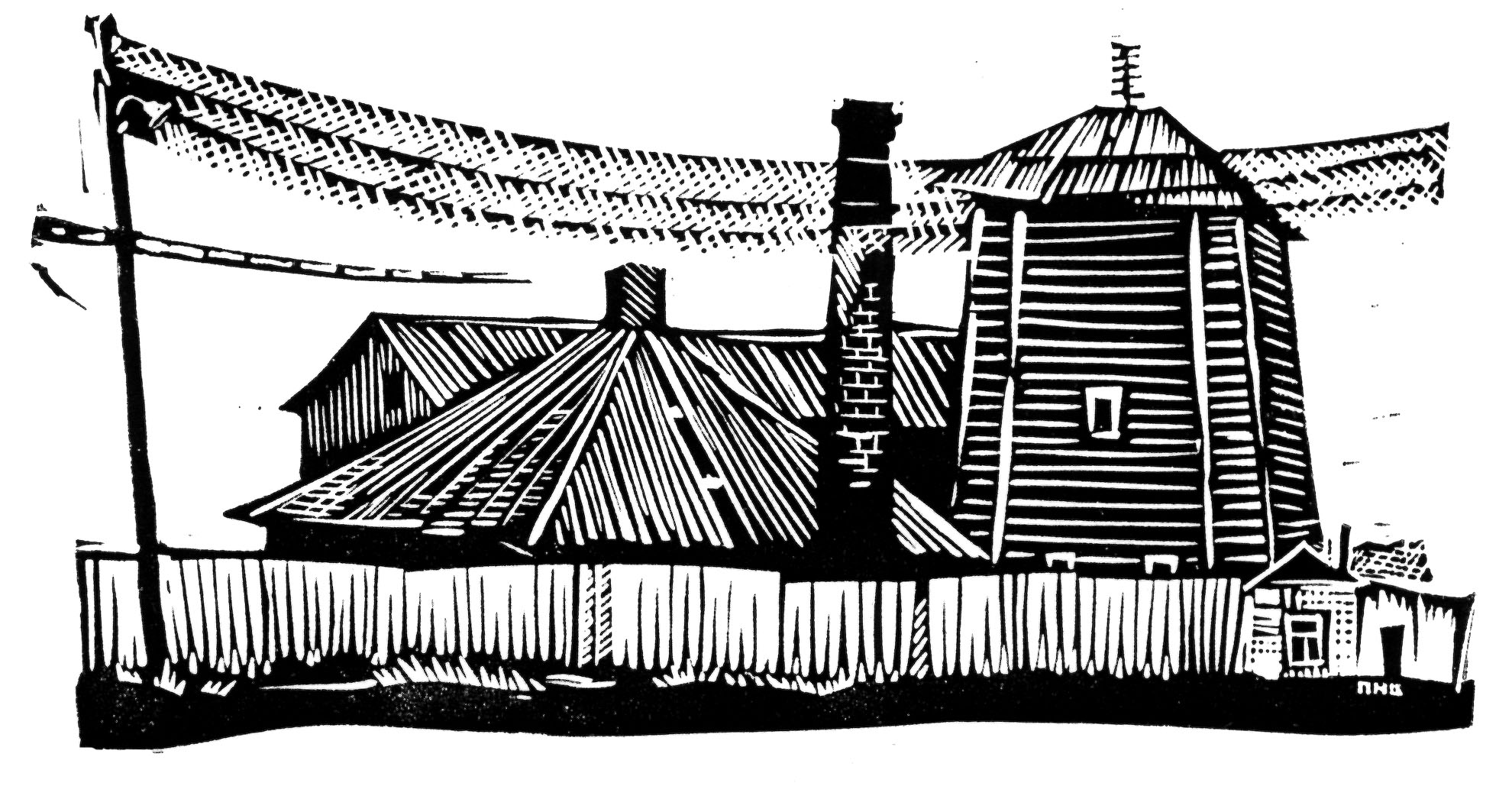
«Старый сользавод»
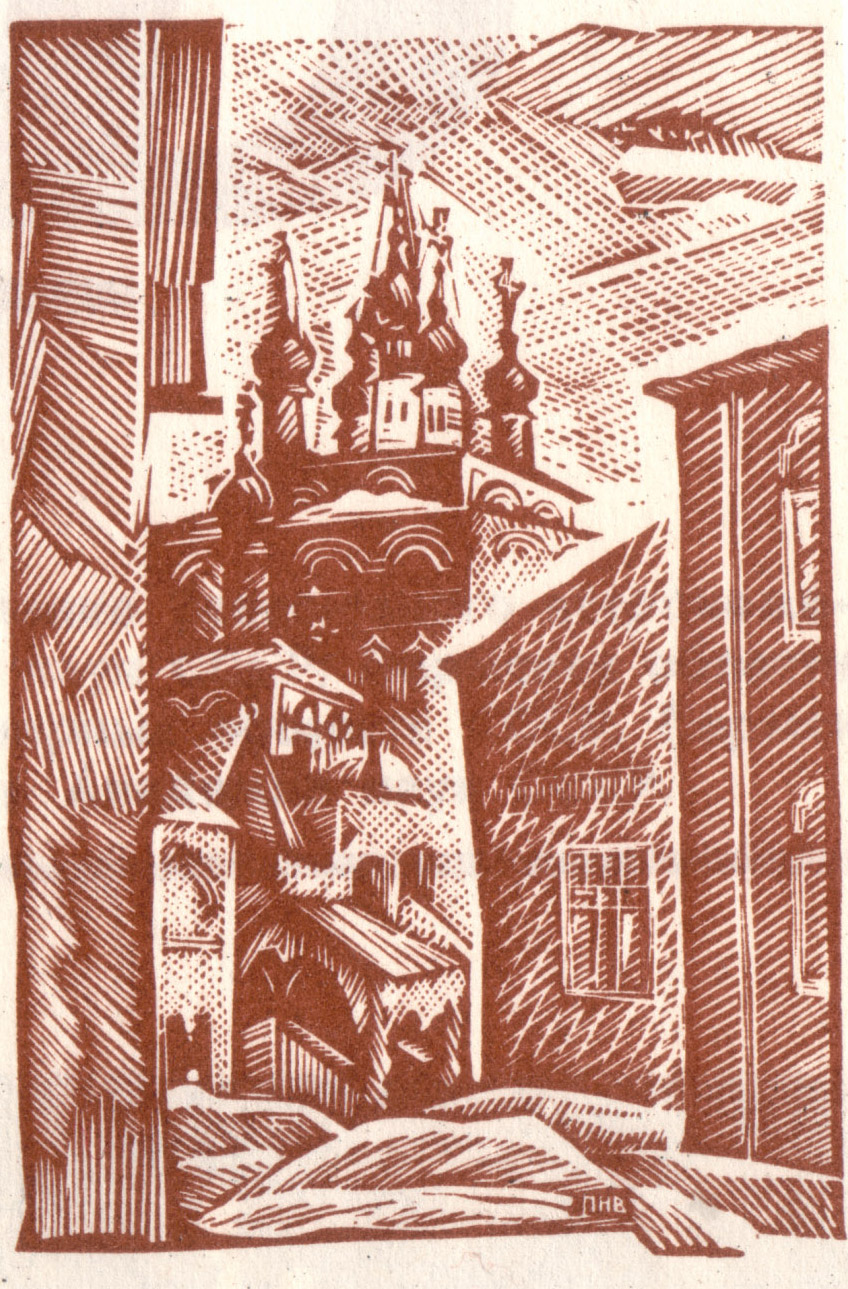
«Троицкий собор. Иней»
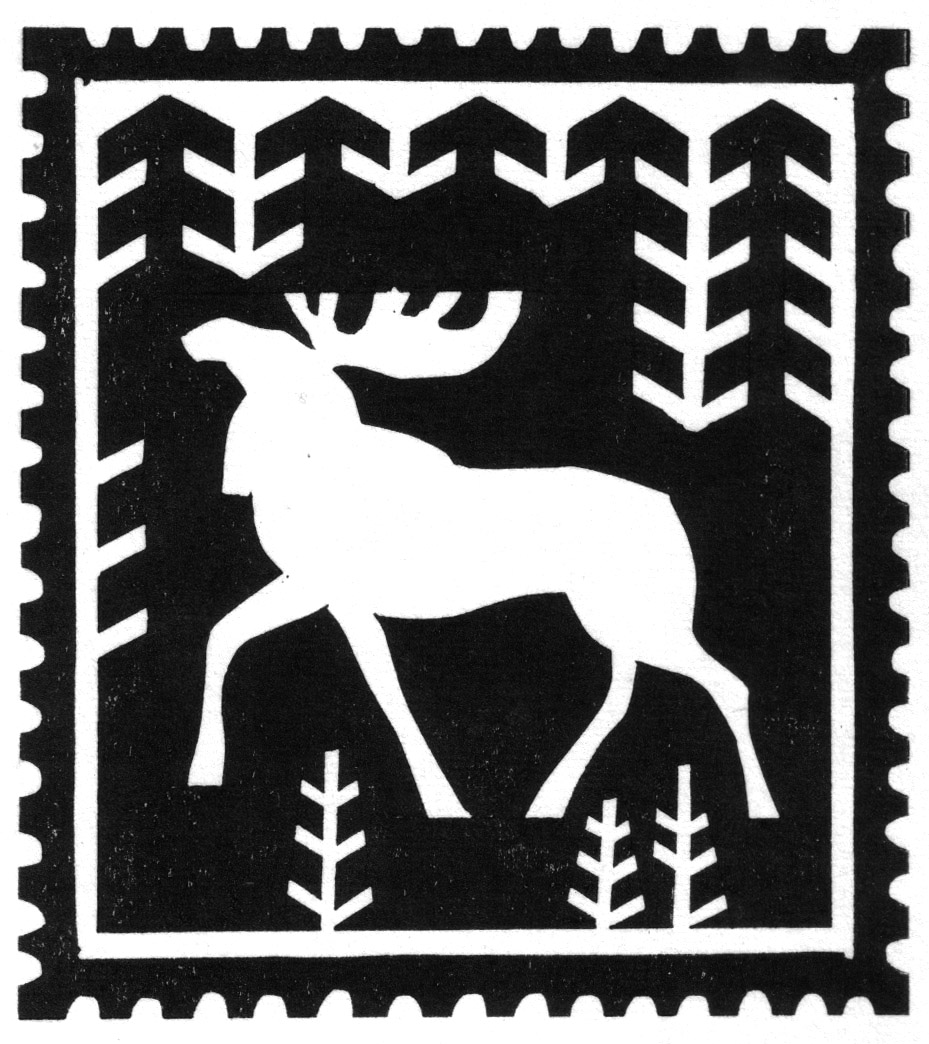
«Марка Лось» (Вишерский заповедник)
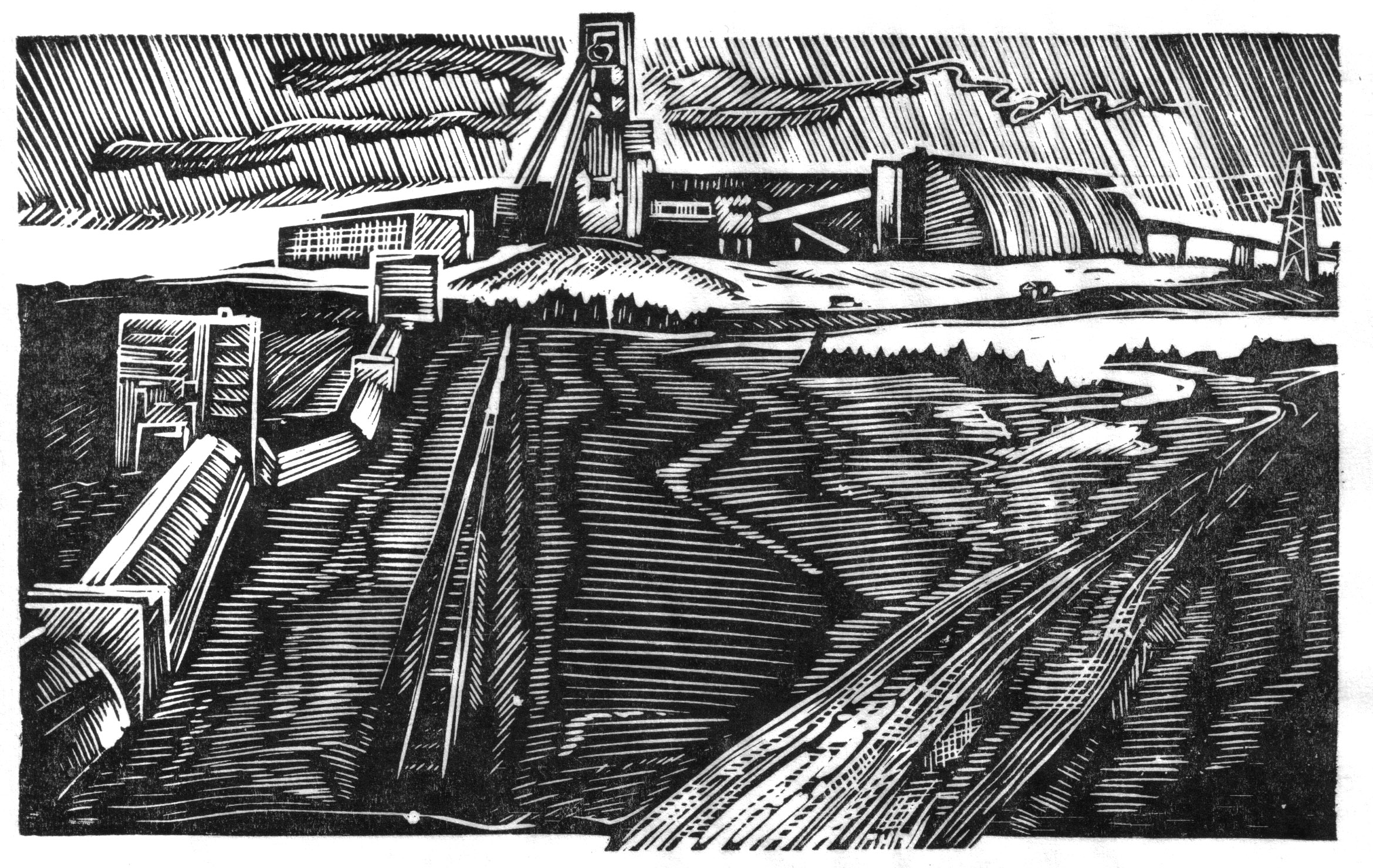
«Рудник»
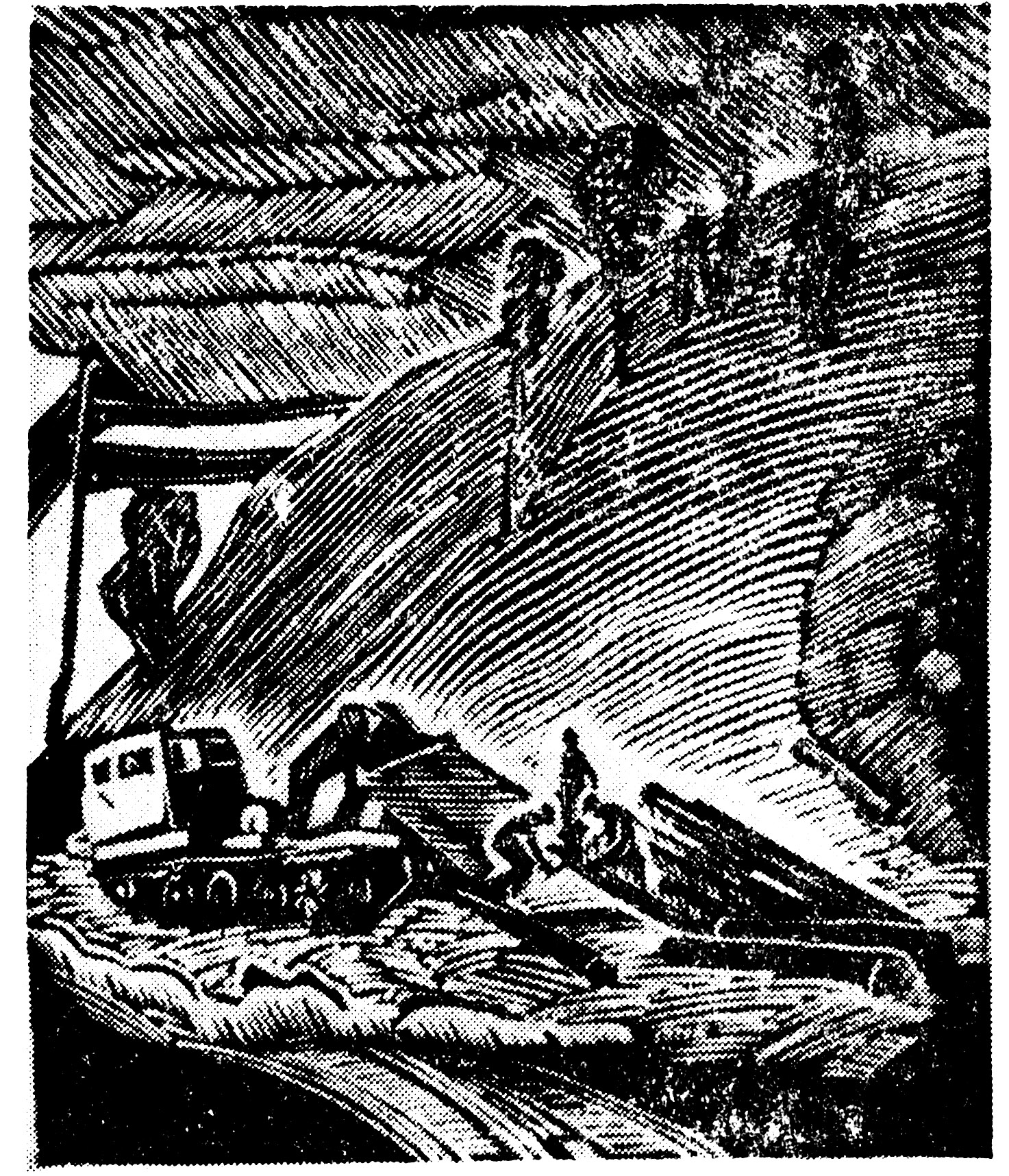
«На Тюлькинском рейде»
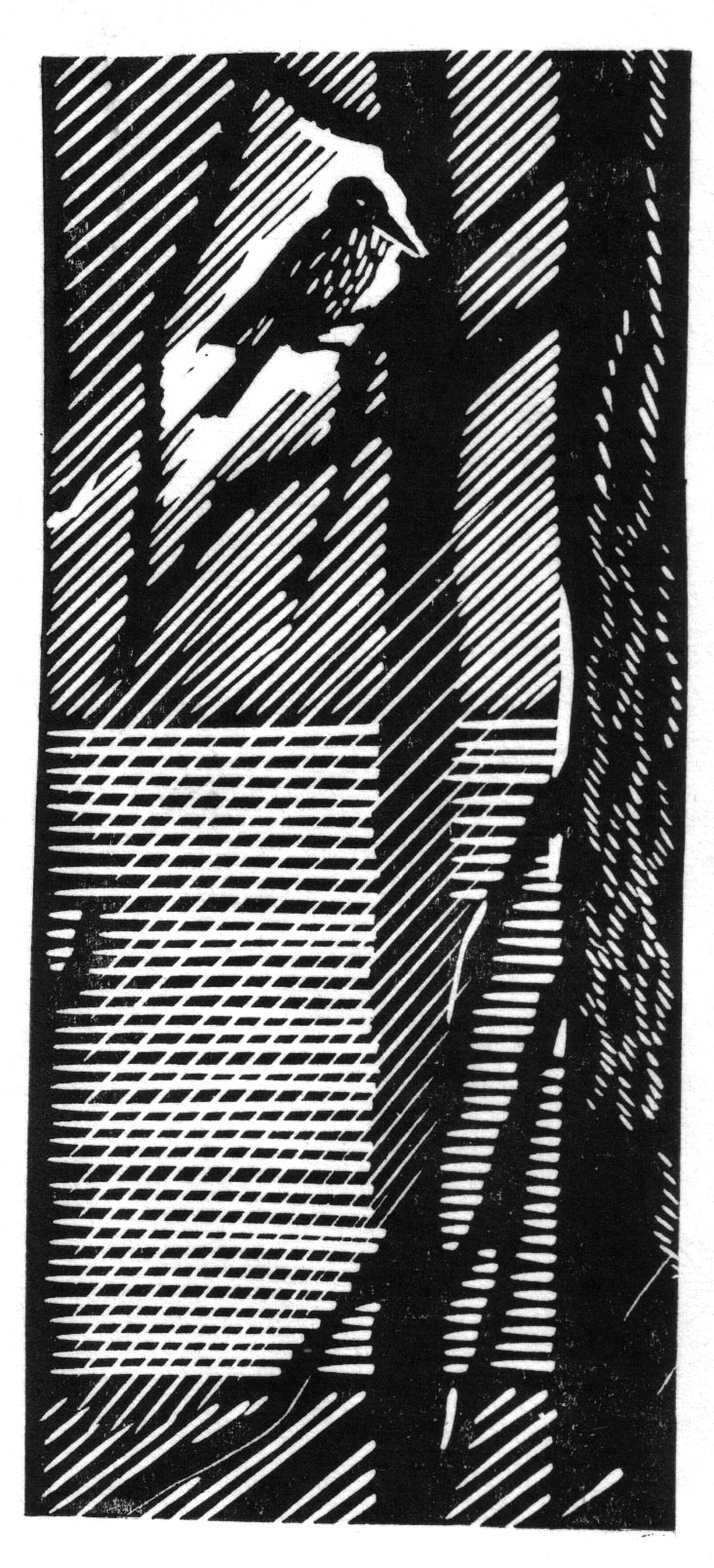
«Птица»
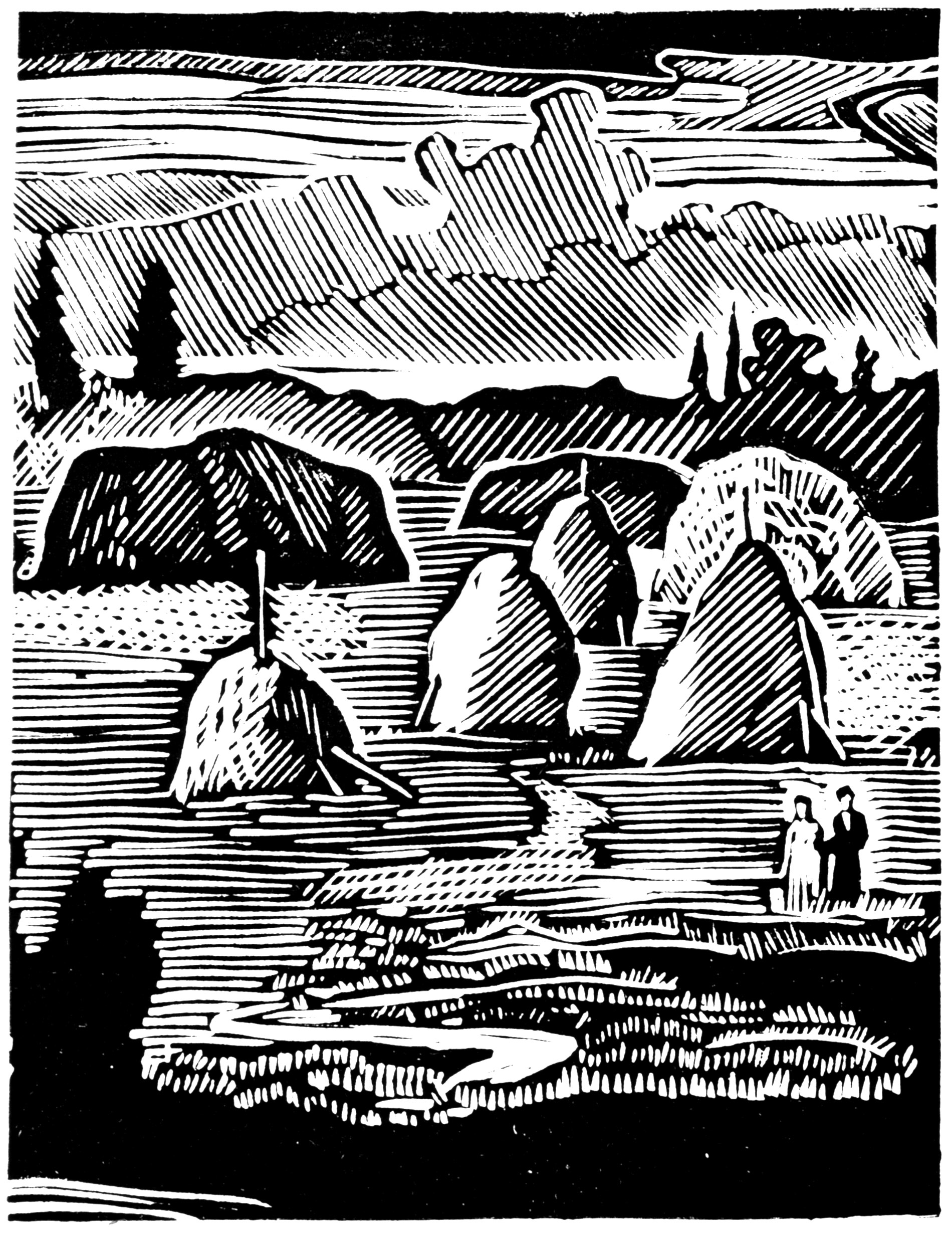
«Травы сложены»
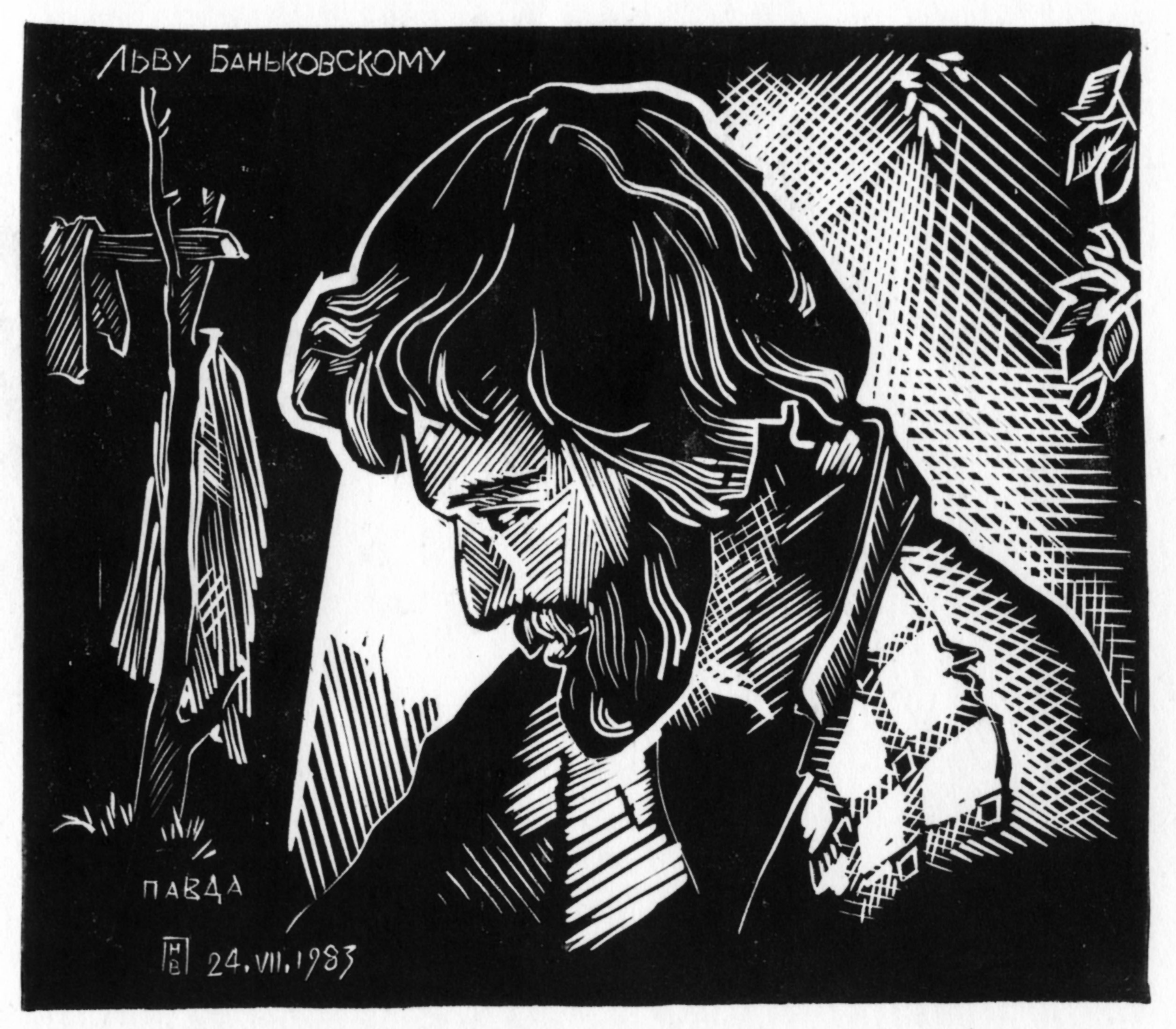
«Геолог»